# Basilika Maria Dreieichen

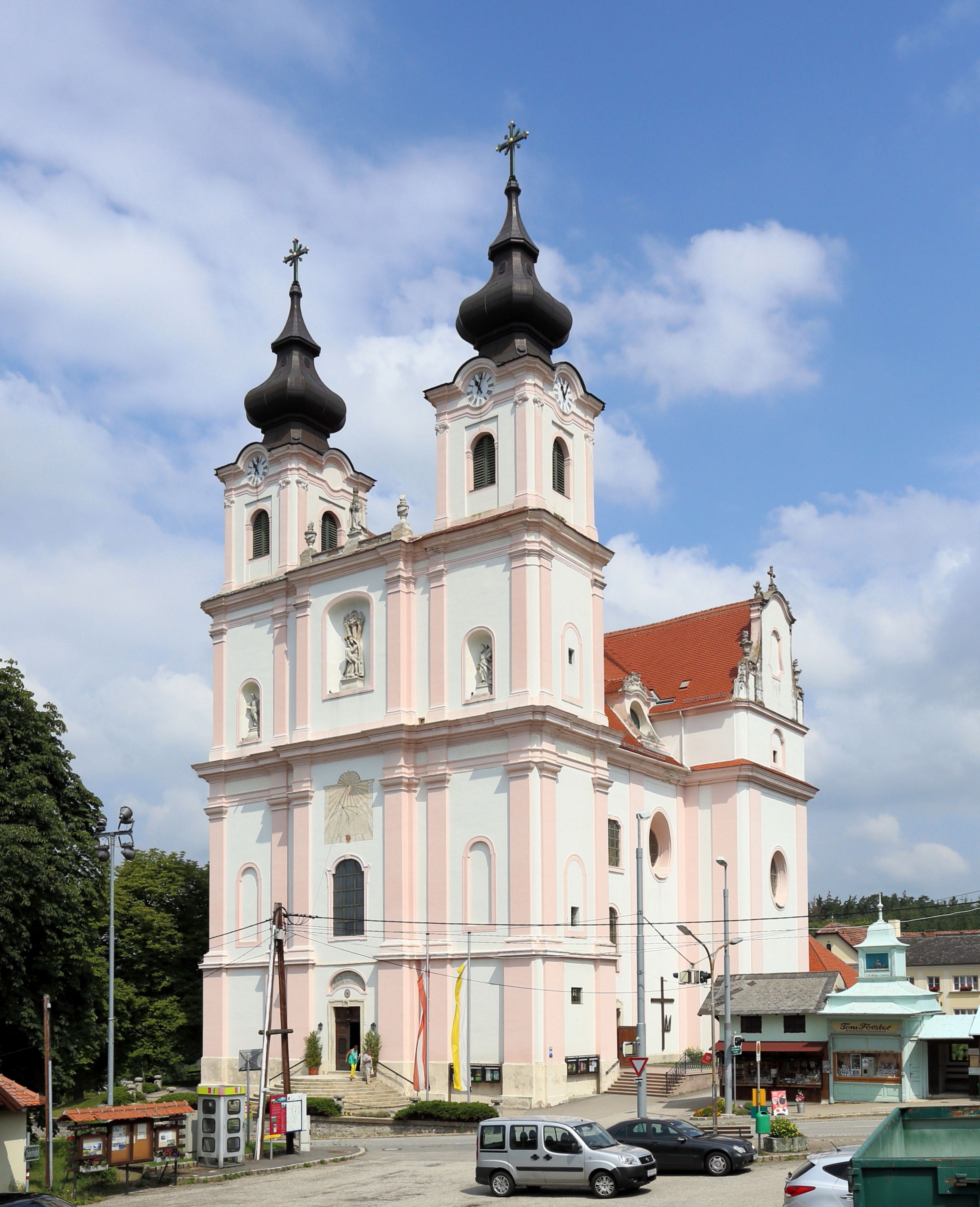
Südseitige Portalseite mit den Türmen und Kegeltreppe

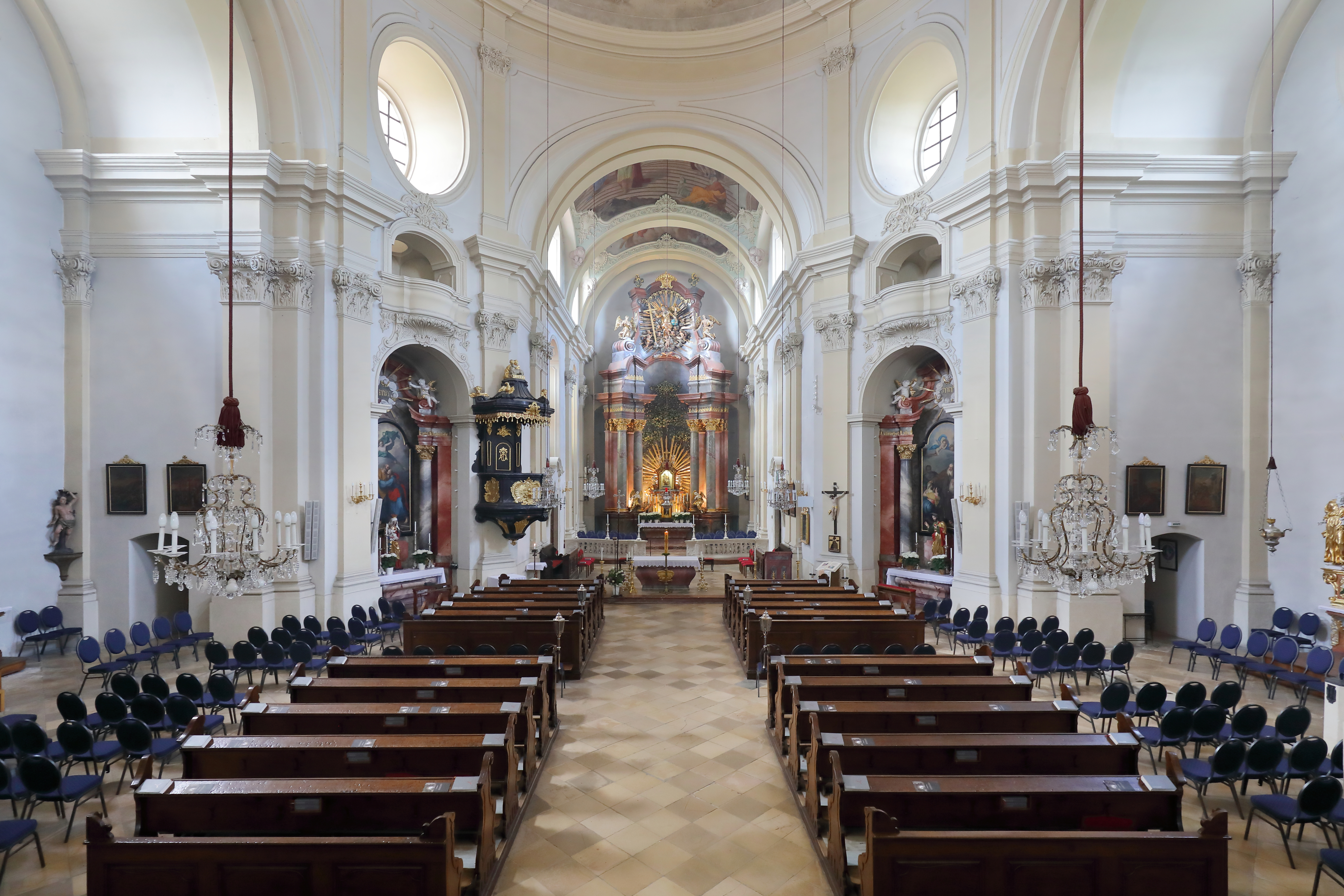
Innenansicht der Wallfahrtskirche

Die Basilika Maria Dreieichen ist eine römisch-katholische Wallfahrtskirche und zugleich Pfarrkirche im Kirchweiler Maria Dreieichen der Katastralgemeinde Mold in der Gemeinde Rosenburg-Mold in Niederösterreich. Die Kirche wurde im Jahre 1957 zur Basilica minor erhoben.

## Gnadenbild Maria Dreieichen
„Um das Jahr 1656“ wurde der Legende nach vom Horner Kürschnermeister Mathias Weinberger (es soll sich um einen historisch nachweisbaren Mathias Weingartner handeln) auf dem Molderberg an der Straße von Horn nach Eggenburg an einer dreistämmigen Eiche ein wächsernes  Vesperbild angebracht. Nach Zerstörung dieses Bildes durch einen Brand ließ der Horner Bürgermeister Sebastian Friedrich 1679 die Gnadenstatue nach dem Urbild von dem Bildhauer Mathias Sturmberger in Holz erneuern. Da der Wallfahrtsstrom rasch zunahm, errichtete 1700 Graf Hoyos als Herrschaftsbesitzer eine Einsiedelei beim „Bründl“, um eine ständige Betreuung des Gnadenbildes sicherzustellen. Diese Einsiedelei bestand bis zur Aufhebung durch Kaiser Joseph II. im Jahr 1782.

## Pfarr- und Wallfahrtskirche

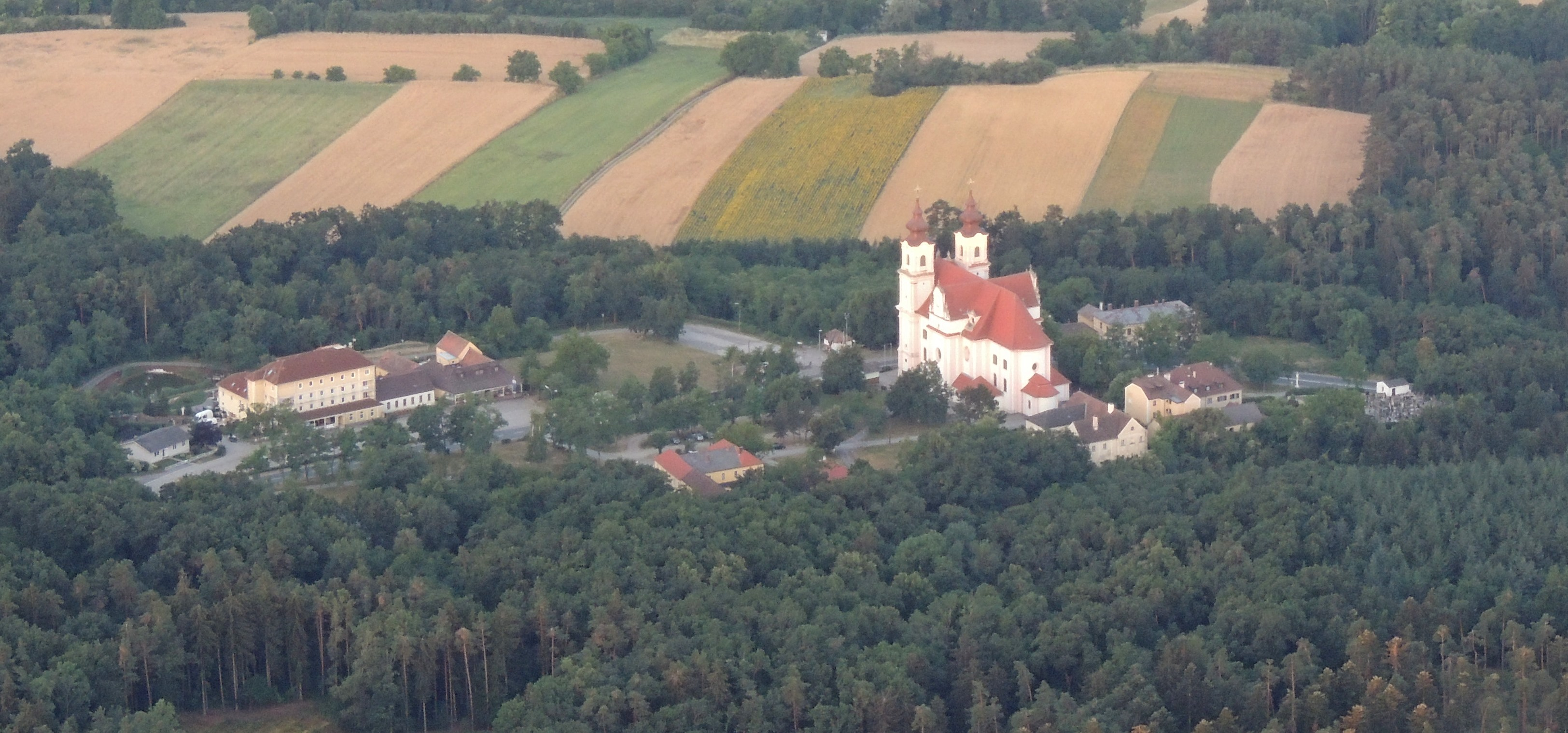
Luftaufnahme aus Nordosten

Von 1730 bis 1733 wurde eine Steinkapelle am Ort des alten Andachtsbildes errichtet, welche 1735 auf Maria Dreieichen geweiht wurde und ab 1737 auch dem Kirchweiler diese Benennung gab. Sie gehörte zur Pfarre Riedenburg-Horn, die dem Stift Altenburg übertragen war. Bald danach, von 1744 bis 1750 erfolgte der heutige Neubau, eine genordete kreuzförmige Anlage mit zentraler längsovaler Mittelkuppel, welche nach außen nicht in Erscheinung tritt. Der Bau wurde unter dem Altenburger Abt Placidus Much und Anregung von Joseph Munggenast und den Plänen von Leopold Wißgrill nach dem Vorbild der Stiftskirche im Stift Altenburg errichtet. Die Finanzierung des Baus erfolgte unter anderem mit privater Beteiligung von Altenburger Mönchen und der Horner Bürgerschaft. Der Chorbereich wurde 1760 gebaut. Die südliche Turmfassade war 1733 bis zum Mittelgeschoß vollendet. 1783 wurde die Kirche selbst Pfarre mit den Orten Mold, Mörtersdorf und Zaingrub sowie bis 1928 Teilen des Ortes Rosenburg. Seit 1785 ist sie Teil des damals gegründeten Dekanats Horn. Die Türme wurden von 1814 bis 1819 in etwas geänderter Form von Karl Benedikter fertiggestellt. Den Türmen mit runden Uhrengiebeln und Zwiebelhelmen ist im mittleren Rechteckportal eine Kegeltreppe vorgelagert. Im dritten Geschoß sind Fensternischen mit der Zentralfigur Maria Dreieichen flankiert von den Heiligen Petrus und Paulus, darüber die Figur Gottvater mit seitlichen Flammenvasen. Der plastische Schmuck ist von Franz Leopold Farmacher mit Vertrag von 1745. An das Langhaus schließt ein zweijochiger Chor an, flankiert von einer Sakristei und einer Beichtkapelle, wobei im flachrunden Chorschluss mittig das Portal zum Rest der ehemaligen Steinkapelle führt, nun Schatzkammer genannt, welche das Gnadenbild beinhaltet.
Das helle und weitläufige Kircheninnere wird von einem zarten Rokoko-Stuck gezeichnet, von Johann Georg Hoppel von 1768 bis 1771 ausgeführt, wo bestimmend Gewölbefresken von Paul Troger, Josef Hauzinger und Johann Wenzel Bergl hervortreten. Im Chor gibt es figurale Glasfenster aus 1894. Es gibt eine Glocke von Stefan Drackh aus 1740 und eine Glocke von Johann Gottlieb Jennichen aus 1821.

## Orgel

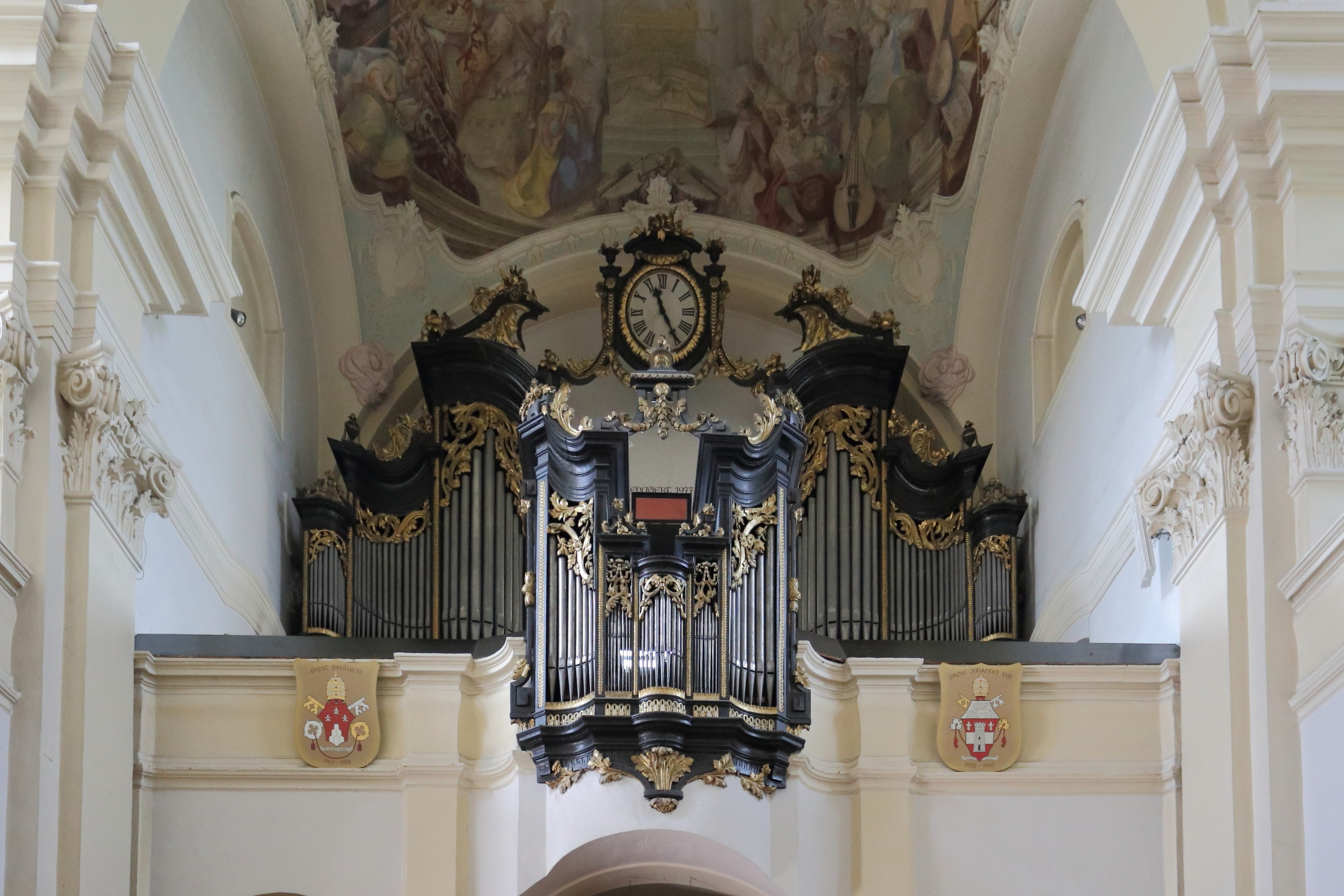
Orgel von 1780

Die Hauptorgel der Basilika  wurde im Jahr 1780 von Anton Pfliegler erbaut. Eine Inschrift am Windkanal des Hauptwerkes lautet: „Diese Orgel ist von dem Herrn Anton Pfliegler gemacht und zum ersten Mal den 8. September geschlagen worden. 1780“. Pfliegler weicht erstmals vom barocken Gehäusetypus aus, die beiden Hauptkästen spiegeln bereits den beginnenden Klassizismus wider. Das Werk blieb von größeren Eingriffen verschont und stellt heute das größte original erhalten Werk von Anton Pfliegler dar. Von 1964 bis 1967 wurde eine Teilrestaurierung von OBM Arnulf Klebel durchgeführt, wobei das Register Cimbal 1′ im Hauptwerk rekonstruiert wurde.
| Hauptwerk (kurz gebrochen) |             |
| Principal                  | 8′          |
| Portun                     | 8′          |
| Salicinal                  | 8′          |
| Quintadena                 | 8′          |
| Octav                      | 4′          |
| Spitz Flauten              | 4′          |
| Quint                      | 3′          |
| Super Octav                | 2′          |
| Mixtur                     | 2′ fünffach |
| Cimbal                     | 1′ dreyfach |

| Positiv (kurz gebrochen) |             |
| Copl                     | 8′          |
| Principal                | 4′          |
| Flöten                   | 4′          |
| Dulciana                 | 4′          |
| Octav                    | 2′          |
| Mixtur                   | 1′ dreyfach |

| Pedal (kurz gebrochen – 18 Töne) |             |
| Portun Pahs                      | 16′         |
| Sub Pahs                         | 16′         |
| Principal Pahs                   | 8′          |
| Octav Pahs                       | 8′          |
| Cornett Pahs                     | 4′ vierfach |
| Bombard Pahs                     | 16′         |
| Bombard Pahs                     | 8′          |
| Manualcopplung                   |             |
| Pedalcopplung                    |             |

Im linken Seitenschiff der Basilika wurde im Jahr 2016 eine neue Chororgel aufgestellt, die von der lutherischen Kreuzkirche in Bellville (Kapstadt) angekauft wurde. Sie wurde im Jahr 1992 von Jan Pekelharing erbaut.
| I. Manual    | II Manual     | Pedal         |
| ------------ | ------------- | ------------- |
| Gedeckt 8′   | Rohrflöte 8′  | Subbass 16′   |
| Prinzipal 4′ | Flöte 4′      | Choralbass 4′ |
| Oktave 2′    | Flachflöte 2′ |               |
| Mixtur 1′    | Terz 1 3⁄5′   |               |

## Bründlkapelle

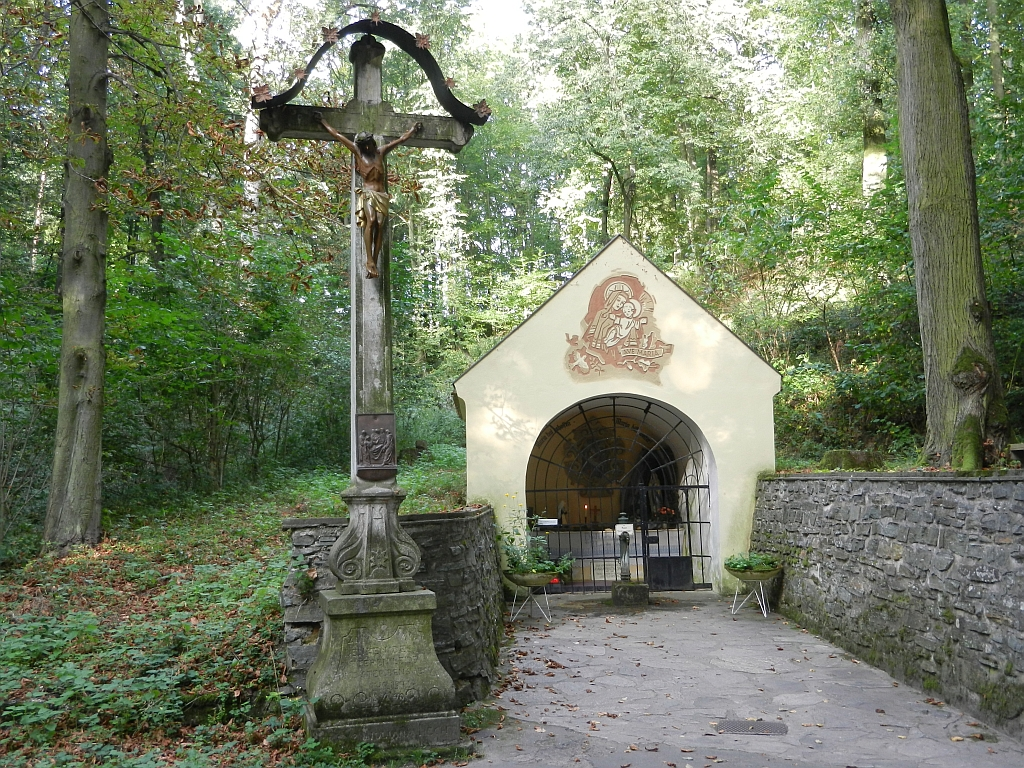
Die Bründlkapelle nahe der Basilika

Im Wald nördlich der Wallfahrtskirche steht eine gänzlich erneuerte Kapelle unter einem Satteldach mit Tonnengewölbe und Rundapsis. Innen zeigt ein Relief (Kartusche) das Gnadenbild Maria Dreieichen um 1750. 1983 gestaltete der Maler Herbert Puschnik das Giebelsgraffito der Kapelle und die Kreuzwegstationen am Bründlweg.

## Sonstiges
In unmittelbarer Nähe der Bründlkapelle befindet sich eine Höhle, die in Volkserzählungen mit dem Räuberhauptmann Johann Georg Grasel (1790–1818) in Verbindung gebracht wird, der sie als Unterschlupf genutzt haben soll. Historische Belege dafür fehlen jedoch. 1866 wurde südlich der Basilika ein Cholerafriedhof angelegt, der ebenso wie mehrere Kleindenkmäler und die Zeile mit den Verkaufsständen für Wallfahrtsandenken unter Denkmalschutz steht.